# Wólka Domaszewska (gromada)
Wólka Domaszewska (do 31 XII 1962 Domaszewnica) – dawna gromada, czyli najmniejsza jednostka podziału terytorialnego Polskiej Rzeczypospolitej Ludowej w latach 1954–1972.
Gromady, z gromadzkimi radami narodowymi (GRN) jako organami władzy najniższego stopnia na wsi, funkcjonowały od reformy reorganizującej administrację wiejską przeprowadzonej jesienią 1954 do momentu ich zniesienia z dniem 1 stycznia 1973, tym samym wypierając organizację gminną w latach 1954–1972.
Gromadę Wólka Domaszewska z siedzibą GRN w Wólce Domaszewskiej utworzono 1 stycznia 1963 w powiecie łukowskim w woj. lubelskim w związku z przeniesieniem siedziby gromady Domaszewnica z Domaszewnicy do Wólki Domaszewskiej i zmianą nazwy jednostki na gromada Wólka Domaszewska.
1 stycznia 1969 gromadę zniesiono, włączając jej obszar do gromad Stanin (wieś Sarnów) i Łuków (wsie Domaszewnica, Kolonia Domaszewnica, Kolonia Domaszewska, Kolonia Świderki, Wólka Domaszewska, Jadwisin i Malcanów) w tymże powiecie.